# Heinrich Racker
Heinrich Racker (1910 - 1960) foi um psicanalista argentino de origem polonesa, cuja família emigrou de Viena, na Áustria, onde ele estudou. Para escapar ao nazismo, foi para Buenos Aires em 1939. Doutor em musicologia e em filosofia, tornou-se psicanalista, inicialmente sob a direção de Jeanne Lampl-de-Groot, em seguida fazendo uma análise com Angel Garma e Marie Langer na Argentina. Sua obra principal, publicada pela primeira vez em 1968, é o estudo da técnica psicanalítica da transferência e da contra-transferência. Segundo  Etchegoyen, Racker foi ignorado na França durante muito tempo por causa das posições de Jacques Lacan sobre a transferência (cf. Etchegoyen, 2005), e também por causa do atraso nas traduções de seus escritos. Pouco a pouco, construiu sua obra em torno da questão do maneio técnico da contra-transferência. 

## Suas ideias principais
Suas contribuições  sobre a transferência e a contra-transferência são consideráveis e tiveram uma grande influência sobre a técnica psicanalítica. Seu primeiro artigo A neurose de contra-transferência tem um aspecto revolucionário e foi  escrito no momento em que Donald Winnicott publicou o artigo O ódio na contra-transferência, em 1948, e Paula Heimann publicou em Londres seu famoso artigo sobre a contra-transferência, em 1950. Racker se interrogava  a partir de uma observação: Desde que comecei meu trabalho como psicanalista, fiquei impressionado e preocupado pela distância notável que existe entre a grande profundeza do saber psicanalítico e  as limitações para tornar este saber eficaz na transformação psicológica dos analisandos . Foi  a  partir desta constatação técnica, das obras de Melanie Klein e de seus sucessores que Racker reformulou as ideias sobre a transferência, que Freud não havia feito em 1916. Ele escreveu que a contra-transferência só havia sido abordada a partir de 1940 e que este atraso constituía um sério obstáculo à percepção e à compreensão da transferência e precisou que a contra-transferência é a resposta vivente  à transferência e que se ela for forte, a transferência não pode  alcançar  sua plenitude de vida e de conhecimento. 
As ideias expostas por Racker em conferências e artigos entre 1940 e 1950 foram, de uma maneira geral, bem acolhidas na América Latina e nos Estados Unidos mas pouco discutidas na França. A transferência e a contra-transferência são o eixo do processo analítico, repetiu ao longo de sua obra. 

## A técnica psicanalítica
Inicialmente, a técnica psicanalítica foi marcada pela passagem do período da sugestão, como fator principal da cura, para o da descoberta das resistências. Freud e Joseph Breuer, após haverem mostrado o jogo das tendências psíquicas  que causavam o recalque e inventado a cura pela palavra para levantá-las, tiveram de levar em conta  as tendências opostas à cura, as resistências de seus pacientes. Na cura de Anna O., elas se traduziram nas manifestações de uma  transferência amorosa  e na fuga contra-transferencial  de Breuer .
A resistência  contra  o levantamento  do recalque vinha do fato que as lembranças eram dolorosas, vergonhosas ou imorais para o analisando. Este mecanismo poderia tomar diferentes formas, se manifestando pelo silêncio, a loquacidade, a reação terapêutica negativa,  ou pelo  agir. Freud mudou então  a técnica e instaurou   a regra fundamental , consistindo em pedir ao paciente  para exprimir  todos os seus pensamentos, tudo o que lhe atravessasse  o espírito, sem nada omitir  mesmo se isto fosse doloroso e aparentemente não tivesse sentido, nem importância ou  estivesse fora  do assunto. Era questão de se deixar levar pelas associações livres. Esta evolução da técnica de Freud  parece hoje  evidente, mas  Racker precisa que ela foi precedida de inúmeros trabalhos, ensaios e erros técnicos,  uma alternância de sucessos  e/ou fracassos terapêuticos. A tomada de consciência  deveria curar o sujeito,mas  para tanto seria preciso  se rememorar  uma lembrança ou  um desejo sexual traumáticos, etc. O trabalho do analista  consistia então  em  "adivinhar",  a partir das   associações livres do paciente,  o que o seu desejo revelava - desejo decorrente das pulsões infantis ou de uma lembrança - e comunicar-lhe a revelação por meio de uma Interpretação.
A interpretação  das pulsões infantis  tornou-se o instrumento terapêutico mais importante. Porém este progresso não bastou,   nem todos os pacientes obtinham benefícios deste trabalho,  continuando a manter as representações recalcadas e estrangeiras ao  Ego. As resistências continuavam operando. Então, tornou-se necessário  atacá-las,   donde a ideia de Freud de ‘’interpretar as resistências’’. Era preciso mostrar ‘’como’’ o ego rejeitava a  pulsão  e as representações a ela ligadas, e  porque  ele o fazia. Racker ilustra seu propósito com uma citação de Nietzsche .  "Eu fiz isto ",  diz minha memória. "Eu não posso ter feito isto" ,diz meu  orgulho que permanece implacávael. Finalmente é a memória  que vai ceder . Era então questão de  elucidar os   mecanismos de defesas do ego: recalcamento , desinvestimento, projeção, introjeção, clivagem, etc. Em suma, tudo o que se opunha  à integração visada pela psicanálise.
Outro fenômeno veio então se opor às ambições terapêuticas de Freud. Por exemplo quando  certos pacientes, que  pareciam cooperar para o sucesso do trabalho associativo, de repente mostravam-se excessivamente hostis ou manifestavam sentimentos  amorosos não sublimados, etc. A pessoa do analista tornava-se então a questão central,  turvando ou mesmo comprometendo o trabalho analítico. Freud rapidamente ultrapassou a tentação de se considerar o objeto dum tal fervor ou dum semelhante ódio, e desde então  tomou consciência do fenômeno da ‘’transferência’’, que ele colocava até então ao serviço das resistências. Em vez de se rememorar, o paciente repetia e transferia na sua relação com o médico, sentimentos contidos nos seus complexos infantis recalcados.Estes complexos infantis exprimiam-se primeiramente contra os objetos primários, geralmente os pais, e eram estes que agora se revelavam  na análise.A partir deste momento, notou Racker, Freud definiu a transferência como   a totalidade dos fenômenos e processos psicológicos decorrentes de anteriores relações de objeto, transferidos  pelos pacientes para o analista.

### Publicações
- Transfert et contre-transfert. Études sur la technique psychanalytique (Transferência  e contra-transferência. Estudos sobre a técnica psicanalítica), Césura, Lyon, 2000, ISBN 2905709790. Prefácio de Leon Grinberg e Rebecca Grinberg.

## Artigos conexos
- Transferência
- Contra-transferência